# Altstadt Hamburg
Altstadt (dobesedno 'staro mesto'), natančneje Hamburg-Altstadt - da se ne zamenjuje z  Hamburg-Altona-Altstadt - je eno od mestnih okrožij Svobodnega in Hanseatskega mesta Hamburg, Nemčija.

## Zgodovina
Na območju današnjega Altstadta je bilo manjše naselje v bronasti dobi 9. ali 8. stoletja pred našim štetjem. Ingevonsko naselje na tej lokaciji je bilo znano pod imenom »Treva« - strateško trgovsko vozlišče na jantarskih poteh med železno dobo in pozno antiko.
V 8. stoletju so saški trgovci ustanovili, kar naj bi postalo jedro Hamburga: »Hammaburg«, potem grad zatočišče na današnjem Domplatzu, mestu prve stolnice. [2] Pod Franki je bila leta 804 zgrajena krstilnica, Hammaburg pa je leta 811 okrepil Karel Veliki. Mesto se je hitro razvilo v precejšnje tržno mesto, leta 831 pa je razglasilo škofijo in leto kasneje nadškofijo. V naslednjih 600 letih je bila zgodovina Altstadta enaka zgodovini Hamburga.
Do konca 15. stoletja je takratna hanseaatska mestna republika in svobodno cesarsko mesto v svojem zaledju nakopičila različne ozemeljske posesti. Sčasoma so mestna obzidja v 13. stoletju v Hamburgu dobila nekaj podaljškov: prvič v 1530-ih, nato pa še v 1620-ih, in so vključevala ves sosednji Neustadt.
Kar zadeva urbano zgodovino Altstadta, je ostalo le nekaj struktur izpred 17. stoletja: ponavljajoče se uničujoče in spreminjajoče se delovanje reke Alster in njenih kanalov, Veliki požar (1842), bombardiranje v drugi svetovni vojni (1941-1945) in sodobna infrastrukturni projekti (zlasti med 1880 in 1900, 1920 in 1950 do 1970) so zapustili hamburško notranje mesto  večinoma iz 19. in 20. stoletja.

## Geografija
Hammaburg, izvor Hamburga, je bil ustanovljen na ozemlju, med sotočjem reke Alster in Bille z Labo. Skozi stoletja sta bili Alster in Bille večkrat nepredvidljivi in preusmerjeni, kar je pripeljalo do vedno drugačne geografije. Danes Altstadt meji na Alster (tj. Alsterfleet in Binnenalster) na zahodu in severozahodu, na železniško progo povezave Hamburg-Altona in Hauptbahnhof na vzhodu in na Zollkanal na jugu.
Območja, ki mejijo na Hamburg-Altstadt, so (od začetka v smeri urinega kazalca na severozahodu): Neustadt, St. Georg, Hammerbrook in HafenCity

### Mestne četrti
Hamburg-Altstadt ima štiri četrti (nemško Viertel ali posebej uporabljena v Hamburgu: Quartier) za statistične namene in načrtovanje, vendar niso priznane kot upravne enote.
- Cremon-Insel,  zgodovinski predel, v delih tudi mešana uporaba, ki je med Binnenhafen in Nikolaifleet.
- Kontorhausviertel, pisarniški predel, postavljen v 1920-ih in 1930-ih kot prvi te vrste v Evropi; je med koncem Speicherstadta pri Zollkanalu in Steinstraße. Na začasnem seznamu kot predlog svetovne dediščine Unesca.[1][2]
- Nikolai-Quartier, nakupovalno in bančno območje med Alsterfleetom, otokom Cremon in Rathausmarktom.[3] Named after St. Nikolai.
- Mönckeberg-Quartier, nakupovalno območje, ki se razprostira med Ballindammom in Steinstraße, ter seže do Rathausmarkta. Poimenovan po središču Mönckebergstraße, vključuje tudi nakupovalno ulico Spitalerstraße.

### Ulice in trgi
Edini najpomembnejši trg v Altstadtu je Rathausmarkt, tako glede na lokacijo kot funkcijo. Tu se začnejo Alter Wall, Reesendamm / Ballindamm, Mönckebergstraße in Große Johannisstraße / Großer Burstah, vse pomembne ulice v Altstadtu. Druge pomembni trgi so Burchardplatz, Domplatz, Gerhart-Hauptmann-Platz in Hopfenmarkt.
- Ballindamm
- Großer Burstah
- Mönckebergstraße
- Spitalerstraße
- Ferdinandstraße

Vzhodni konec Altstadta je obkrožen z »Ring 1« (Glockengießerwall, Steintorwall), obvozna cesta zgrajena v 1880-ih, ki se nadaljuje v Neustadt. Willy-Brandt-Straße je del Bundesstraße 4, ki je bila zgrajena v 1960-ih in prečka Altstadt po sredini od vzhoda do zahoda.

## Kultura

### Znamenitosti in kulturna dediščina
Glavne znamenitosti v Altstadtu so tri od petih glavnih cerkva v Hamburgu (Hauptkirchen): svetega Jakoba, svete Katarine in svetega Petra; nekdanja cerkev svetega Nikolaja danes služi kot spomenik proti vojni.
Hamburška mestna hiša je impozantna neorenesančna struktura, v kateri sta nastanjena senat in parlament (Bürgerschaft). Skupaj z Gospodarsko zbornico Hamburga je bila zgrajena po Velikem požaru leta 1842.
Druge znamenitosti so različne stavbe v okrožju Kontorhaus (predvsem Chilehaus, Pressehaus in Sprinkenhof) in  Kunsthalle.

### Muzeji in kulturne ustanove
- Museums 
  - Hamburška Kunsthalle & Galerie der Gegenwart
  - Deichtorhallen & Haus der Photographie
  - Bucerius Kunst Forum
  - Chocoversum – Chocolate museum

- Glasbena in uprizoritvene prizorišča 
  - Thalia Theater
  - Das Schiff
  - Markthalle